# Austin Ejide
Austin Ejide, all'anagrafe Augustine Emamchukwu Ejide (Onitsha, 8 aprile 1984), è un ex calciatore nigeriano, di ruolo portiere.

## Carriera
L'esordio nel calcio giocato di Ejide avvenne nel 1999, all'età di quindici anni, nei Gabros International di Nnewi. Due anni dopo fu per la prima volta convocato in nazionale per una partita valevole per le qualificazioni della Coppa d'Africa. L'anno seguente fu inserito nella lista dei convocati per i Mondiali coreani, nelle vesti di terzo portiere. Ancora oggi Ejide fa parte della formazione della nazionale africana, ricoprendo però il ruolo di secondo portiere dietro a Vincent Enyeama.
Nel 2003 Ejide passò alla squadra tunisina Étoile Sportive du Sahel, con la quale vinse la Coppa della Confederazione CAF nel 2006. Nello stesso anno fu ingaggiato dalla squadra francese del Bastia.

## Palmarès

### Club
- Coupe de la Ligue Professionelle: 1

Étoile du Sahel: 2004-2005
- Coppa della Confederazione CAF: 1

Étoile du Sahel: 2006

### Nazionale
- Coppa d'Africa: 1

Sudafrica 2013